# Graeme Edge

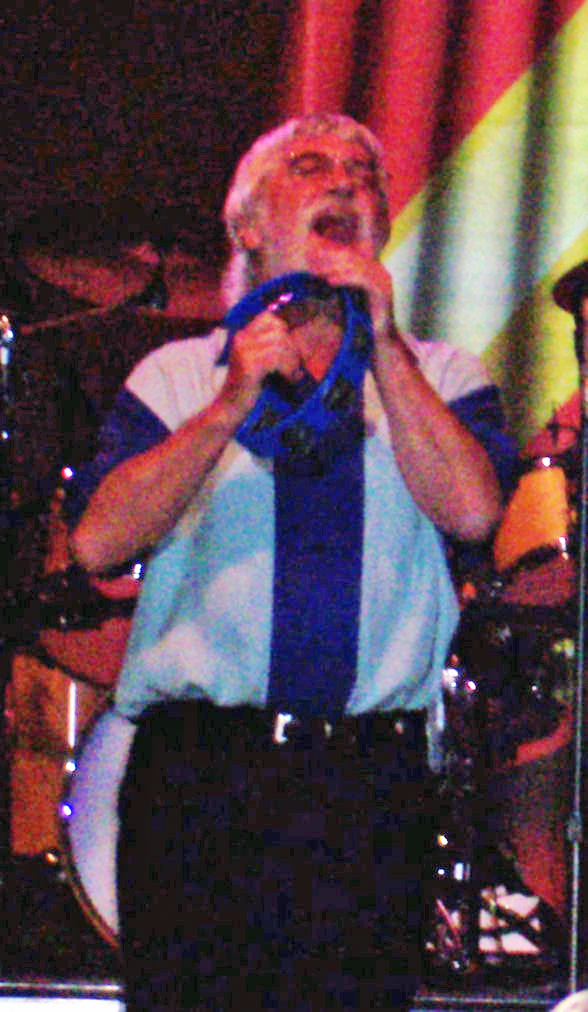
Graeme Edge in 2007

Graeme Charles Edge (Rocester, 30 maart 1941 – Bradenton (Florida), 11 november 2021) was een Engels drummer en songwriter. Hij werd vooral bekend als medeoprichter van de Britse rockband Moody Blues.

## Carrière
Zijn eerste stap in de muziekindustrie als manager van The Blue Rhythm Band – waarin Roy Wood een korte periode speelde – en hoewel hij af en toe de drums probeerde, begon hij het instrument pas professioneel te bespelen toen hij gedwongen werd in te springen voor de drummer, die de groep had verlaten.
Later speelde Edge in achtereenvolgend The Silhouettes en de R&B Preachers, samen met Denny Laine en Clint Warwick. Deze band smolt samen met The Krew Cats (met Ray Thomas en Mike Pinder) en daaruit volgde The M & B 5, later hernoemd tot de Moody Blues. Met deze band behaalde Edge zijn grootste muzikale succes.
Naast het werk met de Moody Blues heeft Edge twee soloalbums uitgegeven: Kick Off Your Muddy Boots en Paradise Ballroom.
Zijn laatst geschreven lied voor de Moodies was Nothing Changes voor het album Strange Times uit 1999.

## Privéleven
Edge was getrouwd en kreeg twee kinderen. In juli 2021 kreeg hij de diagnose kanker, waaraan hij op 80-jarige leeftijd thuis overleed.
- Bibsys: 7054177
- Biblioteca Nacional de España: XX1589284
- International Standard Name Identifier: 0000 0004 0710 3029
- Library of Congress Control Number: n95091528
- MusicBrainz: 3ed18796-9eb5-40ad-b08a-bdc8972da738
- Nationale en Universitaire bibliotheek Zagreb: 000066752
- Virtual International Authority File: 8426154260362824480006